# Lijst van weg- en veldkapellen in Gelderland
Dit is een onvolledige lijst van veldkapellen in de provincie Gelderland. Veldkapellen komen vooral in het zuiden van Nederland voor en werden dikwijls gebouwd ter verering van een heilige. In andere delen van Nederland zijn ze zeldzamer.
| Kapel                                                           | Adres                                                 | Plaats          | Gemeente          | Bouwperiode           | Architect                           | Foto                    |
| --------------------------------------------------------------- | ----------------------------------------------------- | --------------- | ----------------- | --------------------- | ----------------------------------- | ----------------------- |
| Mariakapel                                                      | Boskantse Broekstraat                                 | Alverna         | Wijchen           | 2011                  |                                     |                         |
| Onze-Lieve-Vrouw-van-Banneuxkapel                               | Kerkstraat (Kerkhof)                                  | Angeren         | Lingewaard        | 1995                  |                                     |                         |
| Mariakapel (oorspr. Margraten)                                  | Schelmseweg (Terrein, Ned. Openluchtmuseum)           | Arnhem          | Arnhem            | 18e eeuw en 1950      |                                     |                         |
| Mariakapel (Christuskoepel)                                     | Amsterdamseweg Landgoed Mariëndaal                    | Arnhem          | Arnhem            | 1939-1940             | Alexander Kropholler                |                         |
| Mariakapel                                                      | Beekseweg                                             | Babberich       | Zevenaar          | 1951 en 1998          |                                     |                         |
| Mariakapel                                                      | Möllepad                                              | Beltrum         | Berkelland        | 2009                  |                                     |                         |
| Onze-Lieve-Vrouw van de Bloeiende Betuwekapel (Oorlogsmonument) | Heuvelsestraat 14                                     | Bemmel          | Lingewaard        | 1946                  | Charles Estourgie                   |                         |
| Gedachteniskapel                                                | Pastoor Zijlmansstraat                                | Beneden-Leeuwen | West Maas en Waal | 1949                  |                                     |                         |
| Onze-Lieve-Vrouw ter Nood Godskapel                             | Molenweg-Elzendweg (Molenberg)                        | Bergharen       | Wijchen           | 1948                  |                                     |                         |
| Kruiswegstaties                                                 | Molenweg-Elzendweg (Molenberg)                        | Bergharen       | Wijchen           | 1935                  |                                     |                         |
| Boskapel de Biesselt                                            | Bisseltsebaan                                         | Bisselt         | Berg en Dal       | 1954 en 2013          |                                     |                         |
| Franciscuskapel                                                 | Kruisstraat                                           | Ooij            | Berg en Dal       | 2022                  |                                     |                         |
| Mariakapel                                                      | Bijmansstraat-Grotestraat                             | Deest           | Druten            |                       |                                     |                         |
| Mariakapel                                                      | Wethouder Bruensstraat-Vriezeweg                      | Deest           | Druten            |                       |                                     |                         |
| Onze-Lieve-Vrouw-van-Banneuxkapel                               | Nijmeegsestraat 2                                     | Gendt           | Lingewaard        | 1962                  |                                     |                         |
| Mariakapel                                                      | Munnikhofsestraat                                     | Hulhuizen       | Lingewaard        | Ca. 1844 en 1998-1999 |                                     |                         |
| Mariakapel                                                      | Koldeweiweg                                           | Keijenborg      | Bronckhorst       | 1927                  |                                     |                         |
| Mariakapel                                                      | Kerkplein (St. Jan de Doperkerk)                      | Keijenborg      | Bronckhorst       | 1995                  |                                     |                         |
| Kerkhofkapel (Fam. van Dorth tot Medler)                        | Eikenlaan 2                                           | Kranenburg      | Bronckhorst       |                       | Pierre Cuypers                      |                         |
| Onze-Lieve-Vrouw van Fatimakapel                                | Poelhuttersslatdijk (Jochemsbos)                      | Lichtenvoorde   | Oost Gelre        | 1957                  | P.H. van Rijn                       |                         |
| Mariakapel                                                      | Oude Groenloseweg-Nieuwendijk-Berkendijk-Voshuttedijk | Lievelde        | Oost Gelre        | 1946                  | A. Klein Gunnewiek                  |                         |
| Mariakapel                                                      | Begraafplaats                                         | Loo             | Duiven            |                       |                                     |                         |
| Onze-Lieve-Vrouw van Fatimakapel                                | Oude Ruurloseweg                                      | Mariënvelde     | Oost Gelre        | 1949                  | B. Holkenborg                       |                         |
| Mariakapel                                                      | Beuksveld (Kerkbos)                                   | Meddo           | Winterswijk       | 2007                  |                                     |                         |
| Mariakapel                                                      | Ruwenhofstraat                                        | Neede           | Berkelland        | 2005                  | Beltrum Architecten & Ingenieurs BV |                         |
| Mariakapel                                                      | Emmerikseweg-Jonkerstraat                             | Netterden       | Oude IJsselstreek | 2011                  |                                     |                         |
| Maria, Moeder van de Vredekapel                                 | Nieuw Wehlseweg                                       | Nieuw-Wehl      | Doetinchem        | 1924                  |                                     |                         |
| Mariakapel                                                      | Looimolenweg                                          | Nijmegen        | Nijmegen          | 1996                  |                                     | Mariakapel Looimolenweg |
| Mariakapel                                                      | Utrechtseweg-Dorpstraat                               | Renkum          | Renkum            |                       |                                     |                         |
| Mariakapel                                                      | Holthuizerstraat                                      | Vethuizen       | Montferland       | 1939                  | Alphons Vermeulen                   |                         |
| Onbevlekt Hart van Mariakapel                                   | Oude Wezeveldseweg                                    | Twello          | Voorst            | 1945                  |                                     |                         |
| Mariakapel                                                      | Pastorietuin                                          | Vierakker       | Bronckhorst       | 1941                  |                                     |                         |
| Mariakapel                                                      | Wilhelminastraat (Verzorgingshuis Oldershove)         | Wehl            | Doetinchem        | 1939                  |                                     |                         |
| Mariakapel                                                      | Jhr. de Bellefroidweg (Begraafplaats)                 | Wehl            | Doetinchem        | 1891 en 2008          |                                     |                         |
| Mariakapel                                                      | Kerkplein                                             | Woezik          | Wijchen           |                       |                                     |                         |
| Onze-Lieve-Vrouw van Altijddurende Bijstandkapel                | Rolderspad                                            | Zieuwent        | Oost-Gelre        | 1946                  | J. Alma                             |                         |